# Tallaperla laurie
Tallaperla laurie är en bäcksländeart som först beskrevs av William Edwin Ricker 1952.  Tallaperla laurie ingår i släktet Tallaperla och familjen Peltoperlidae. Inga underarter finns listade i Catalogue of Life.